# Eridotrypa hindsi
Eridotrypa hindsi är en mossdjursart som beskrevs av Ernst, Taylor och Wilson 2007. Eridotrypa hindsi ingår i släktet Eridotrypa och familjen Aisenvergiidae. Inga underarter finns listade i Catalogue of Life.